# Ліс Тіжука
Тіжука (порт. Parque Nacional da Tijuca) — міський національний парк у горах міста Ріо-де-Жанейро, Бразилія. Парк є частиною Біосферного заповідника Атлантичного лісу і управляється Інститутом збереження біорізноманіття Чіко Мендеса (ICMBio).

## Історія
Сучасний національний парк Тіжука та навколишні ліси є значною мірою результатом лісовідновлення.  В 1700-х роках ліси на терені майбутнього парку навколо Ріо-де-Жанейро були вирубані для палива, вирощування кави та тваринництва.  Невеликі струмки в колишньому лісі були значним джерелом водопостачання міста, і через змінні опади місто почало відчувати нестачу води та раптові повені.
Бразильський імператор Педру II встановив федеральний контроль над цією територією в 1861 році, і почалися зусилля з відновлення колишніх лісів на голих схилах і покинутих полях.  Повторну посадку дерев здійснив майор Мануель Гомес Арчер: в 1861-1887 роках було висаджено понад 100 000 дерев.  Приблизно в цей час була побудована зубчаста залізниця для перевезення пасажирів на вершину Корковаду, а між 1922 і 1931 роками була побудована знаменита статуя Христа-Спасителя. 
В 1961 році ліс Тіжука був оголошений національним парком , а у 2011 році була створена мозаїка Каріока, включаючи парк. У 2012 році ЮНЕСКО визнала ландшафти навколо Ріо-де-Жанейро, включаючи парк, об’єктом світової спадщини. .

## Географія
Національний парк Тіжука вважається найбільшим лісопарком у світі   що займає близько 39,58 км²,  хоча це оскаржується Йоганнесбургом, Південна Африка. 
Парк має спільну назву з сусідніми районами Тіжука та Барра-да-Тіжука. Слово Тіжука походить з мови тупі і означає болото, що є посиланням на лагуну Тіжука в сучасній Барра-да-Тіжука.
Лісопарк розташований у гірському регіоні — масиві Тіжука. Серед його дивовижних вершин — Педра-да-Гавеа  і Корковаду. Ліс і гори утворюють природну межу, яка відокремлює західну зону Ріо від решти міста, а також розділяє північну і південну зони.
Одна фавела існує в лісі Тіжука — Мата-Мачадо. Його мешканці в основному є нащадками тих, хто мігрував до регіону в 1930-х роках, щоб взяти участь у лісовідновленні. Незважаючи на те, що нещодавно в рамках проєкт «Фавелла-Баїрру» умови покращилися, це все ще сприяє погіршенню навколишнього середовища у лісі.

### Екологія
Ліс є домівкою для сотень видів флори і фауни, багато з яких знаходяться під загрозою зникнення і зустрічаються лише у біомі Атлантичний ліс. Рослинність настільки густа, що вчені підрахували, що температура навколишнього середовища в навколишніх районах була знижена до 9°C. У лісі також є близько 30 водоспадів. 
Завдяки зусиллям з відновлення лісів наприкінці 19 століття приблизно половина площі парку складається з близько 30 місцевих видів дерев і десяти інтродукованих видів.  Наразі йому загрожують часті випадкові пожежі, які влаштовують люди, проблема, ще ускладнюється колонізацією більш легкозаймистими травами, які витісняють місцеву рослинність. 

## Туризм
Зважаючи на близькість до міста, парк активно використовується: у 2016 році парк прийняв 3 305 010 відвідувачів. У парку є багато визначних пам'яток, найвідомішою з яких є колосальна скульптура Христа Спасителя. Інші визначні пам'ятки включають водоспад Каскатінья; каплиця Майрінка з фресками, написаними Кандідо Портінарі; альтанка у стилі пагоди у Vista Chinesa; і гігантський гранітний стіл під назвою Mesa do Imperador («Стіл імператора»).
Є численні пішохідні стежки. Загальні напрямки: водоспад Діамантина, Дзьоб Папуги (Bico do Papagaio), Пік Тіжуки (Pico da Tijuca), Печерна траса (Circuito das Grutas), Пагорб Арчера (Morro do Archer), Пагорб Анхангуера (Morro da Anhanguera), оглядовий майданчик Ексельсіор (Mirante do Excelsior) і Печера кажана (Caverna dos Morcegos).